# خط طول 170° غرب
خط طول 170° غرب هو أحد خطوط الطول الجغرافية، والتي تمتد من القطب الشمالي الجغرافي إلى القطب الجنوبي الجغرافي، وحسب التحويل الزمني يتأخر خط طول 170° غرب عن خط غرينتش بـ11 ساعة و20 دقيقة.

## من القطب إلى القطب
ينطلق خط طول 170° غرب من القطب الشمالي نحو القطب الجنوبي مرورا بالمناطق التي ترد في الجدول التالي:
| الإحداثيات                           | البلد أو الإقليم أو البحر | ملاحظات |
| ------------------------------------ | ------------------------- | --- |
| 90°0′N 170°0′W / 90.000°N 170.000°W  | المحيط المتجمد الشمالي    | |
| 71°50′N 170°0′W / 71.833°N 170.000°W | بحر تشوكشي                | |
| 66°33′N 170°0′W / 66.550°N 170.000°W | بحر بيرنغ                 | |
| 66°11′N 170°0′W / 66.183°N 170.000°W | روسيا                     | أوكروغ تشوكوتكا الذاتية — شبه جزيرة تشوكشي |
| 66°2′N 170°0′W / 66.033°N 170.000°W  | بحر بيرنغ                 | |
| 63°28′N 170°0′W / 63.467°N 170.000°W | الولايات المتحدة          | ألاسكا — جزيرة سانت لورانس |
| 63°9′N 170°0′W / 63.150°N 170.000°W  | بحر بيرنغ                 | مرورا بشرق St. Paul Island، ألاسكا, الولايات المتحدة (في 57°14′N 170°5′W / 57.233°N 170.083°W) · مرورا بغرب St. George Island، ألاسكا, الولايات المتحدة (في 56°36′N 169°46′W / 56.600°N 169.767°W) |
| 52°54′N 170°0′W / 52.900°N 170.000°W | الولايات المتحدة          | ألاسكا — Carlisle Island وChuginadak Island |
| 52°48′N 170°0′W / 52.800°N 170.000°W | المحيط الهادئ             | مرورا بغرب نييوي (في 19°4′S 169°57′W / 19.067°S 169.950°W) |
| 60°0′S 170°0′W / 60.000°S 170.000°W  | المحيط الجنوبي            | |
| 78°29′S 170°0′W / 78.483°S 170.000°W | القارة القطبية الجنوبية   | منطقة روس، المطالب الإقليمية بالقارة القطبية الجنوبية by نيوزيلندا |